# Jacques Baignères
Pour les articles homonymes, voir Baignères.
Jacques Baignères, né le 30 octobre 1872 à Paris 8e et mort le 3 avril 1944 à Paris 16e, est un homme de lettres et diplomate français. C'est lui qui introduisit Marcel Proust, son condisciple du lycée Condorcet, dans le salon parisien du 40, rue du Général-Foy tenu par sa mère Laure Baignères et dans celui de sa tante, Charlotte Baignères, rue de Turin, ainsi que dans leur manoir des Frémonts à Trouville-sur-Mer.

## Biographie
Jacques Henri Baignères est le fils unique d'Henri Baignères (1829-1908) et de Laure Baignères (1840-1918). Il est cousin du peintre et décorateur Paul Baignères.
Né neuf ans après le mariage et les rumeurs de la liaison entre sa mère Laure et le comte Paul de Rémusat, il en est peut-être le fils naturel.
Il épouse le 4 août 1913, à Paris 9e, Anne Magdeleine Marie Antoinette Chassaing (1888-1956), pianiste professionnelle. Ils auront deux enfants : Jacqueline Laure Juliette Baignères (1920-) et Claude Baignères (1921-2008) qui deviendra journaliste, chroniqueur, critique de spectacles, directeur de la rubrique "Spectacles" du Figaro de 1974 à 1994 et auteur.

## Lycée Condorcet: amitiés illustres et inconnues qui deviendront inconnues et illustres
Au lycée Condorcet, il se lie d'amitié avec Fernand Gregh et Jacques Bizet, fils du compositeur Georges Bizet et de Geneviève Halévy, autre célèbre salonnière, ainsi que de Marcel Proust, alors inconnu mais préoccupé par son ascension dans la bonne société et donc par les salons tenus par les mères et relations de ses deux amis Jacques.
Jacques Baignères introduisit donc Proust dans le salon de sa mère, Laure Baignères, au 40 de la rue du Général-Foy, à Paris 8e, ainsi que dans celui de sa tante, Charlotte Baignères, rue de Turin, à Paris 8e. Il l'invite aussi chez son oncle et époux de cette dernière, Arthur Baignères (1834-1913), à Trouville-sur-Mer. Des personnages et lieux importants pour Proust qui s'en inspirera pour son œuvre.
« Marcel passe une partie de l’automne 1891 au beau manoir des Frémonts chez Arthur Baignères, oncle de son camarade de classe Jacques Baignères. [...] Les Frémonts sont le modèle de la villa de La Raspelière dans La Recherche. Construite en L et sur un petit sommet, la propriété donne à la fois sur la Manche et, de l’autre côté, sur la campagne normande. Il s’y trouve de nouveau en août 1892. C’est l’époque de la bande de copains. Jacques Bizet et Fernand Gregh sont chez Geneviève Straus, mère de Jacques, qui a loué le manoir de la Cour brûlée à Mme Aubernon de Nerville, amie de Proust, qui fréquente son salon à Paris. »
Proust se liera aussi d'amitié avec deux cousins de Jacques Baignères, James Henry Edmond Baignères (1865/-) et le peintre Paul Baignères (1869-1945), et leurs deux sœurs, Louise Baignères (1865-1943) et Germaine Baignères (1865/-), enfants de Charlotte et Arthur Baignères. « une anglaise à la beauté épanouie. Paul Bourget, toujours soucieux de sa carrière et acharné à se pousser dans le monde, avait souhaité – mais sans pouvoir réaliser ce vœu – d'épouser sa fille Louise. »
« Entre 1888 et 1892, Proust et Lyautey fréquentent le salon des Baignères. Proust y est le témoin de la rupture entre Louise Baignères et Hubert Lyautey, coureur de dot. »
Jacques Baignères fera ainsi partie du groupe d'amis qui fondent la revue Le Banquet, dont 8 numéros paraîtront entre mars 1892 et mars 1893 : Fernand Gregh, Jacques Bizet, Marcel Proust, Robert Dreyfus, Horace Finaly, Louis de la Salle et Daniel Halévy. Il y donne des traductions de Tennyson, Dante Gabriel Rossetti, Algernon Swinburne. 
Quand la revue cesse de paraître, ils rejoignent La Revue blanche déjà célèbre. Jacques Baignères y donne une traduction en vers d'un poème de Shelley.